# Johann Froben

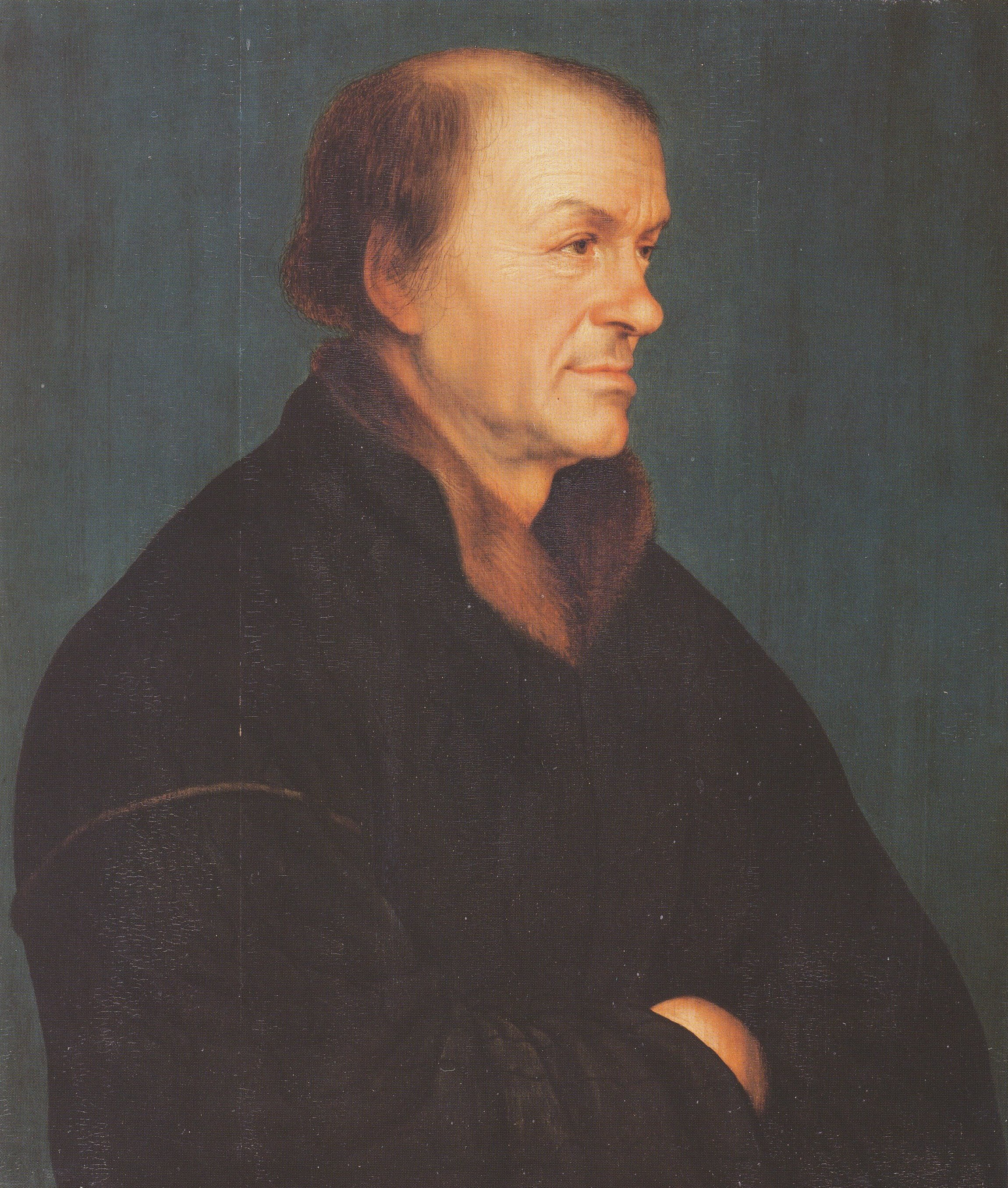
Johann Froben, Kopie eines Porträts von Hans Holbein d. J. von ca. 1520/26.

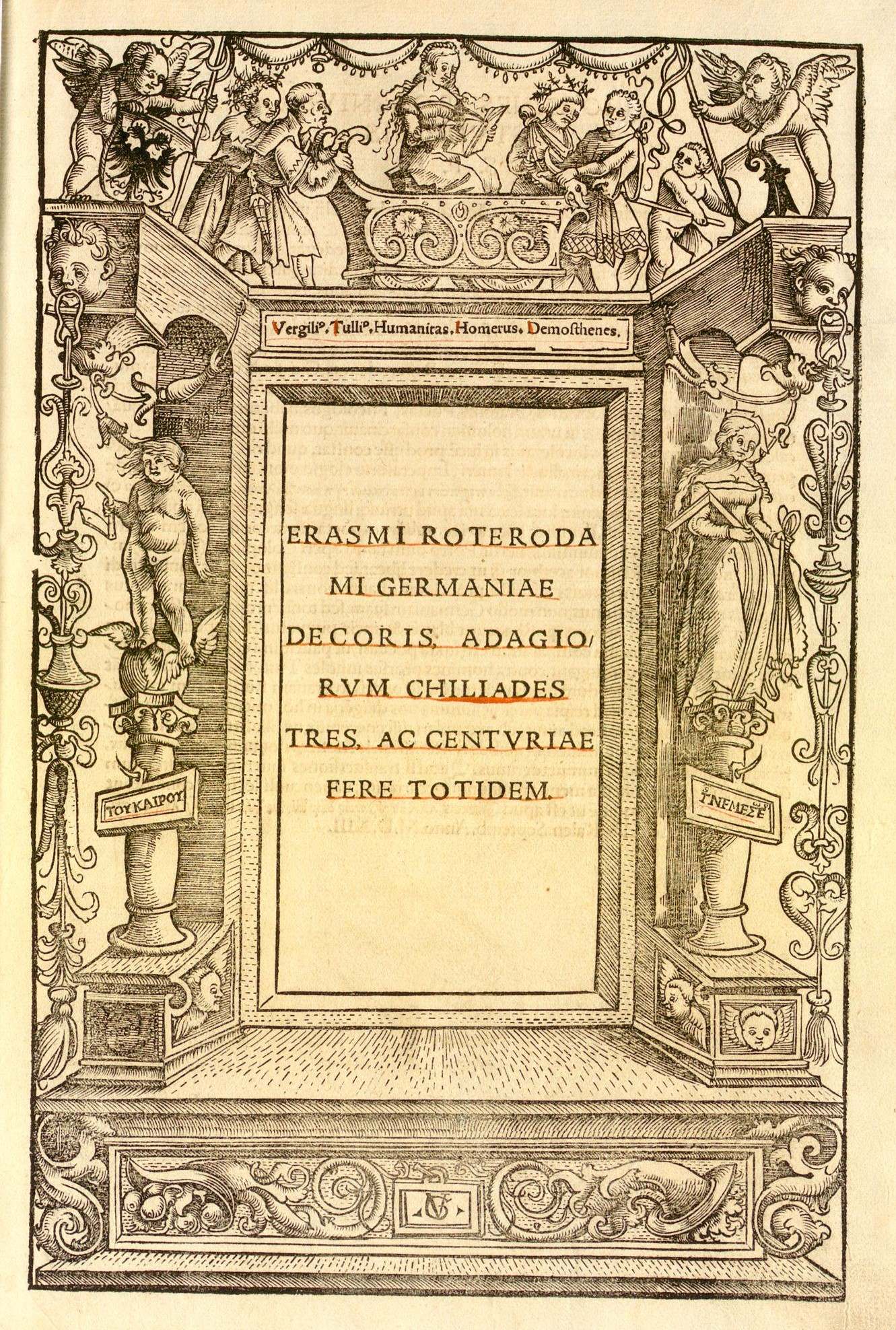
Erasmus von Rotterdam: Adagia. Johann Froben, Basel 1513, Titelblatt (Universitätsbibliothek Basel, DB IV 10)

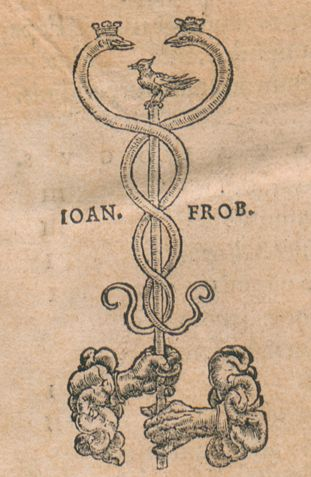
Druckermarke von Johann Froben

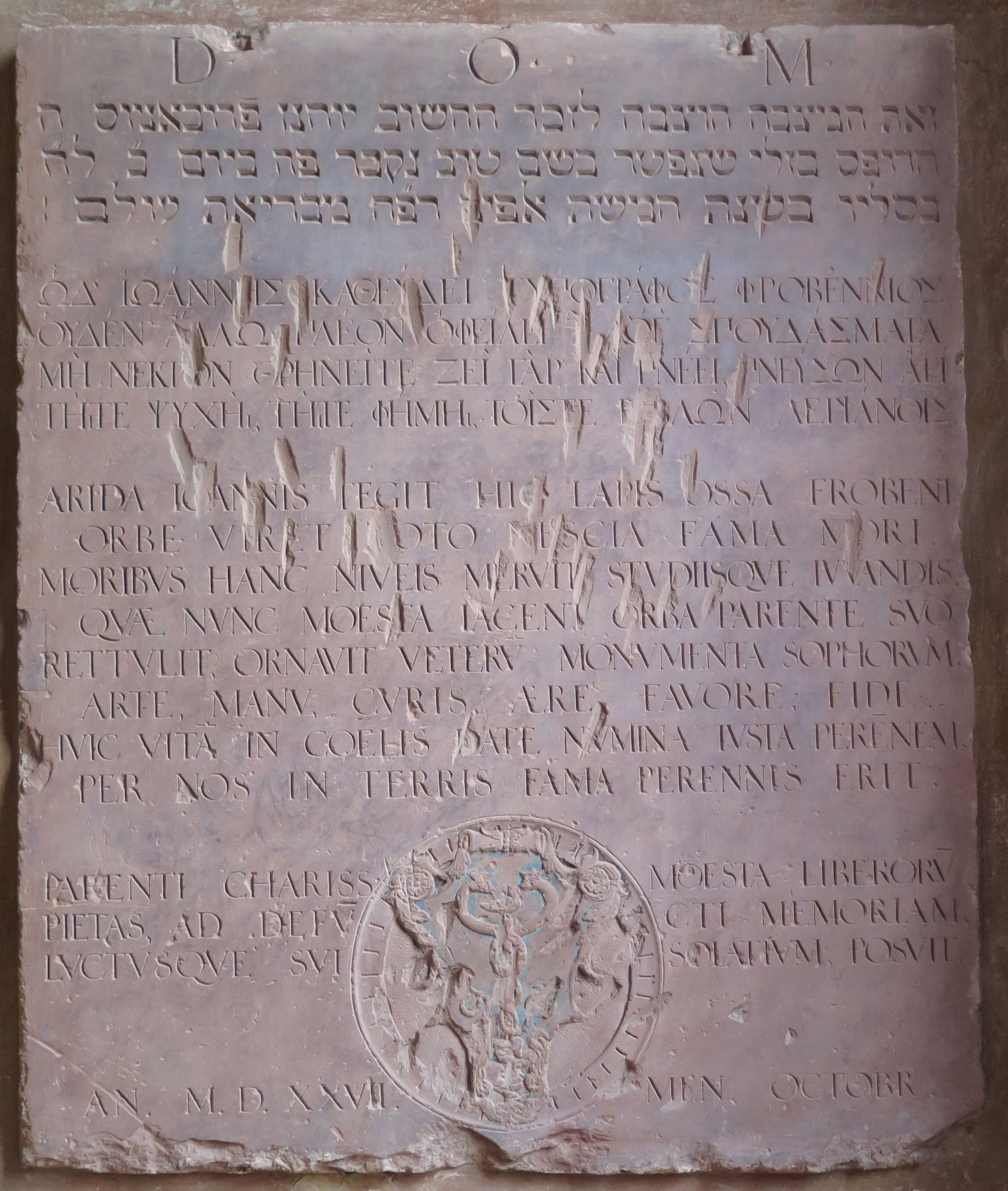
Grabplatte für Johann Froben in der Peterskirche Basel

Johann Froben, auch Johannes Froben, (latinisiert: Johannes Frobenius; * um 1460 in Hammelburg, Franken; † 26. Oktober 1527 in Basel) war ein bedeutender Buchdrucker und Verleger in Basel.

## Jugend und Anfänge, um 1460–1490
Johann Froben wurde in Hammelburg vermutlich um 1460 geboren. Über seine Eltern und Jugend ist nichts bekannt, auch über die Mutter seines ältesten Sohnes Hieronymus weiss man nichts. Etwa zwischen 1482 und 1486 zog er nach Basel (für 1486 ist ein Aufenthalt in Nürnberg bei Anton Koberger bezeugt, die Umstände bleiben aber im Dunkeln). 1490 wurde er in Basel als Drucker und Einwohner erstmals aktenkundig. Froben wurde von seinem älteren, 1441 geborenen Landsmann Johann Petri  gefördert und war als Gehilfe von Johann Amerbach und in dessen Umkreis tätig. Er hatte keine höhere Bildung und seine Lateinkenntnisse waren bescheiden, aber er verfügte über grosse handwerkliche Fähigkeiten und verstand es, sorgfältig redigierte und korrigierte, gut gestaltete und auf hochwertiges Papier sauber gedruckte Bücher herzustellen. In den späteren Jahren besass er eine eigene Offizin (Druckerei).

## Froben als Drucker für sich allein und zusammen mit anderen, 1491–1513
Frobens erstes eigenes Buch war 1491 eine Bibel (Biblia integra: summata: distincta: sup[er]eme[n]data vtriusq[ue] testame[n]ti [con]corda[n]tijs illustrata), der vollständige lateinische Text im handlichen Oktavformat. Es verkaufte sich gut, denn obwohl die Auflage offenbar hoch war, wurde schon 1495 ein neuer Druck nötig. 1492 wurde Froben in die Safranzunft aufgenommen.
Von 1491 bis 1499 produzierte Froben unter eigenem Namen ungefähr jedes Jahr einen gewichtigen Band, und zwar bis 1496 acht Titel allein, 1496–1499 drei Titel zusammen mit Johann Petri. 1500 folgten von Froben und Amerbach drei Bände des Corpus juris canonici, eine Neuauflage der von Froben allein herausgebrachten Ausgabe von 1493–1494; im folgenden Jahr erschien nichts. Von 1502 bis Mai 1512 druckten Amerbach, Petri und Froben als eine Gesellschaft zum Teil umfangreiche Werke, z. B. 1506 eine Augustin-Ausgabe in 11 Teilen. Mit einer Ausnahme, nämlich 1503 Albrecht von Eyb: Margarita poetica betrafen alle bis dahin erschienenen Titel Theologie, Kirche und Kirchenrecht.

## Froben als selbständiger Druckerherr des Humanismus, 1513–1527
Inzwischen hatte ein Generationenwechsel begonnen: 1507 übernahm Froben von Amerbach dessen Druckerei im Haus «zum Sessel» samt allem Zubehör; Amerbachs Söhne blieben der Offizin weiterhin eng verbunden. Um dieselbe Zeit übernahm Adam Petri die Offizin seines Onkels und Pflegevaters Johann Petri: Im Juli 1507 erwarb Adam Petri das Zunftrecht zu Safran und wurde Basler Bürger, 1509 erschien sein erster Druck. 1510 heiratete Froben Gertrud Lachner, Tochter des erfolgreichen Buchhändlers und Verleger Wolfgang Lachner, und offenbar floss Kapital von Lachner in sein Geschäft. Am 13. Mai 1511 starb Johannes Petri (der letzte Druck der Gemeinschaft Amerbach-Petri-Froben ist allerdings erst ein Jahr später erschienen), und am Weihnachtstag 1513 ist auch Johann Amerbach gestorben.
Im August 1513 erschienen bei Froben zwei vom Bisherigen ganz verschiedene Drucke: Ein moderner Sentenzenkommentar des Italieners Paolo Cortesi, von Konrad Peutinger in Augsburg an Beatus Rhenanus empfohlen, und ein Nachdruck der Adagia des Erasmus von Rotterdam, beide mit demselben aufwändigen, von Urs Graf geschaffenen programmatisch humanistischen Titelrahmen in Holzschnitt. Erasmus war von der Qualität des Buches beeindruckt, und das Druckmanuskript einer revidierten Fassung gelangte statt nach Paris «irrtümlich» nach Basel. Im August 1514 kam Erasmus selber und lernte Froben kennen, im Februar 1515 erschien bei diesem die erweiterte, jetzt rechtmässige Ausgabe der Adagia. Erasmus blieb bis 1516 in Basel und publizierte unter anderem das Neue Testament in der griechischen Ursprache sowie in neun gewaltigen Bänden die Gesamtausgabe des Kirchenvaters Hieronymus, welche unabhängig von ihm schon Johannes Amerbach vorzubereiten begonnen hatte.
Frobens Produktion wuchs in diesen Jahren gewaltig: Waren vom 1491 bis 1512 dreissig Titel mit seinem Namen erschienen, produzierte seine Offizin von 1513 bis 1520 153 Titel und von 1521 bis zu seinem Tod 1527 weitere 145 [Sebastiani Nr. 1–30, 31–183 und 184–329]. Er spezialisierte sich jetzt auf humanistische Werke und wurde allmählich zum ausschliesslichen Drucker des Erasmus von Rotterdam, welcher von 1521 an auch wieder bei ihm wohnte. Aus Rücksicht auf diesen seinen wichtigsten Autor stellte er die Publikation von reformatorischen Schriften ein – 1518 hatte er drei Texte Martin Luthers nachgedruckt. Wolfgang Lachner wurde sein kaufmännischer Leiter und wohnte mit seiner zahlreichen Familie ebenfalls in Frobens Haus.
Hatten sich Frobens Bücher schon bisher durch hohe Qualität ausgezeichnet, so fielen sie jetzt auch optisch durch ihre Gestaltung mit Titel- und Seitenrahmen sowie figürliche Initialen und das vielfach variierte Druckerzeichen auf. Urs Graf, Hans Holbein der Jüngere und andere arbeiteten für seine Offizin.
Zum «wissenschaftlich Verantwortlichen für das Verlagsprogramm» wurde Beatus Rhenanus. Zwischen 1521 und 1527 dominierte Erasmus den Verlag mit über 70 % der Titel. Etwa ein Viertel immerhin kam auch damals von anderen Autoren und Herausgebern. Eine besondere Rolle spielte Sebastian Münster: Als Hebraist vertrat er in dem humanistisch ausgerichteten wissenschaftlichen Verlag mit 19 Titeln die dritte der alten Sprachen.

## Krankheit und Tod 1527
1521 stürzte Froben auf der Treppe und verletzte sich am Bein. Der Schaden verschlimmerte sich so, dass die Ärzte 1526 eine Amputation in Erwägung zogen. Paracelsus, der aus Strassburg herbeigerufen wurde, vermochte dann das Übel so weit zu kurieren, dass der Drucker im Frühling 1527 wieder an die Messe nach Frankfurt reiten konnte. Im Herbst aber erlitt Froben einen Schlaganfall, wurde halbseitig gelähmt, fiel ins Koma und verstarb am 26. Oktober. Die Grabinschrift in der Basler Peterskirche, dreisprachig und mit seinem Druckerzeichen geschmückt, verfassten Erasmus von Rotterdam und Sebastian Münster. Erasmus beklagte den Tod seines Druckers und Freundes in einem langen Brief, den er im folgenden Jahr publizierte.

## Sonstiges
Frobens Sohn Hieronymus (1501–1563) und seine Enkel führten seine Werkstatt fort. Nach ihm wurde das Frobenius-Gymnasium Hammelburg benannt.